# Namíbia, não!
Namíbia, Não! é um texto para teatro e espetáculo teatral Brasileiro escrito por Aldri Anunciação entre 2009 e 2011. Com a proposta de um novo formato para o debate sobre identidade diaspórica na dramaturgia brasileira, estreou nos palcos em 17 de março de 2011 no Teatro Sala do Coro do Teatro Castro Alves de Salvador, Bahia e foi publicado em livro pela Editora Edufba em 2012. Em 2013 venceu em primeiro lugar o Prêmio Jabuti de Literatura na categoria ficção juvenil.
Em 2019 é rodada uma versão cinematográfica da obra com o título Medida Provisória com produção e co-produção de Lereby, Lata Filmes e Melanina Acentuada Produções e protagonizado pelo ator Alfred Enoch.

## Sinopse
Em 2016, o Governo brasileiro decreta uma Medida Provisória obrigando que todos os de ‘melanina acentuada’ sejam capturados e enviados imediatamente à África, provocando, em pleno século XXI, o revés da diáspora vivida pelo povo africano do Brasil escravocrata. A medida é uma ação de reparação social aos danos causados pela União. Mas, para não incorrer no crime de “Invasão a Domicílo”, eles só podem ser capturados na rua. Assim, André e Antônio passam o dia trancados no apartamento, debatendo as questões sociais e econômicas da vida atual, seus anseios pessoais e as consequências de um iminente retorno à África-mãe.

## Histórico
Sem tratar do racismo diretamente, o texto induz o espectador a pensar sobre na medida em que acompanha o drama dos primos e o seu debate acerca da possibilidade de voltar para a África.
Em 2014, o texto foi traduzido para o alemão pelo prof. Dr. Henry Thorau e publicado pela editora Fischer Theater Verlag.
O Prof. Dr. Henry Thorau publicou, ainda, artigo em português no qual defende que Namibia, Não! é um marco na dramaturgia brasileira ao reinventar o teatro político no Brasil.
Em 2016 o texto foi traduzido por Almiro Andrade para o inglês e teve leitura cênica apresentada no Soho Theatre. No elenco, os atores Femi Oyeniran e Anyebe Godwin.
Em 2012 o texto foi publicado em livro pela Ed. Edufba e foi laureado em Primeiro Lugar no Prêmio Jabuti de Literatura na categoria Ficção para Jovens sendo o Aldri Anunciação primeiro negro a receber o prêmio por uma obra de ficção.
Em 2019/2020, foi produzida a versão para o cinema da obra. O filme Medida Provisória tem direção de Lázaro Ramos e participaram da criação do roteiro Aldri Anunciação, Elisio Lopes Jr., Lázaro Ramos e Lusa Silvestre. O filme é uma produção e co-produção de Lereby, Lata Filmes e Melanina Acentuada Produções e protagonizado pelo ator Alfred Enoch (que atuou nos filmes da saga Harry Potter).
O conceito de "Melanina Acentuada", cunhado por Aldri Anunciação na obra Namíbia, Não!, desdobrou-se, além do livro publicado pela Ed. Edufba, em um Festival chamado Festival Dramaturgias da Melanina Acentuada e em um portal de conteúdos sobre dramaturgia negra brasileira, o Melanina Digital.

## Teatro
Escrito e produzido pelo dramaturgo e também ator baiano Aldri Anunciação foi dirigido no teatro pelo ator baiano Lázaro Ramos, a peça teatral é um sucesso de público e crítica tendo alcançado mais de 400 mil espectadores em 10 estados brasileiros (Bahia, Ceará, Pernambuco, Rio de Janeiro, Espirito Santo, Minas Gerais, São Paulo, Rio Grande do Sul, Paraná e Distrito Federal). Atuam no espetáculo, na formação original, os atores Aldri Anunciação e Flávio Bauraqui. Ao longo dos 4 anos do espetáculo, os atores Sergio Menezes e Fernando Santana passaram a integrar o time que se reveza na interpretação dos papeis de André e Antônio.
Em 2013, Namíbia, Não! foi um dos espetáculos que representou o Brasil no Ano do Brasil em Portugal, evento promovido pelo Ministério da Cultura do Brasil, com apresentações no Teatro Nacional São João na cidade do Porto. Na ocasião, abriu a programação do FITEI - Festival Internacional de Teatro Ibero-americando da cidade do Porto.
Em 2012, o espetáculo foi agraciado com prêmio Braskem de Teatro de Salvador/BA na categoria Melhor Texto para Aldri Anunciação, tendo sido indicado, ainda, ao prêmio de Melhor Direção para Lázaro Ramos. Recebeu, também, o prêmio de Melhor Texto do ano de 2012 pelo portal R7.
Em sua estreia na cidade do Rio de Janeiro em 2011 foi considerado pela temida crítica carioca Barbara Heliodora, como sendo "uma grata contribuição à dramaturgia brasileira".
Em agosto de 2020, a peça retornou ao Teatro Castro Alves para a temporada comemorativa de 10 anos, com o ator paulista Ícaro Silva dividindo o protagonismo com Aldri Anunciação.
Ficha técnica:
- realização: Melanina Acentuada Produções ME
- texto: Aldri Anunciação
- elenco: Flávio Bauraqui e Aldri Anunciação
- atores substitutos: Sergio Menezes e Fernando Santana
- direção geral: Lázaro Ramos
- assistência de direção: Ana Paula Bouzas e Caio Rodrigo
- direção musical: Arto Lindsay, Wladimir Pinheiro e Rafael Rocha
- supervisão artística: Luiz Antônio Pilar
- produção musical: Rodrigo Coelho e Rafael Rocha
- coordenador de produção: Aldri Anunciação
- equipe de desenho de luz: Jorginho Carvalho
- assistente de iluminação: Pedro Forjaz e Pedro Dutra
- cenário: Rodrigo Frota
- contraregras: Tárcio Pinheiro e Leonardo Brito
- figurino: Diana Moreira
- assistente de figurino: Mariane Lima
- modelista: Dora Moreira
- costureira: Letícia Lourdes
- preparador de lutas: Felipe Khoury
- comunicação
- assessoria: Comunika Press
- projeto gráfico: Cartaxo Cria
- fotografias: Sandra Delgado e Filipe Cartaxo
- visagismo gráfico: John Santana (RJ) e Thiago Gomes (BA)
- edição de vídeos e câmera: Pacheco
- assistente de produção de vídeos: Camila Martins
- vídeos de divulgação: Thiago Gomes
- operador de vídeo: José Jakson
- personagens dos vídeos
- Nóia Maria: Luis Miranda
- Maria Beltrão: Maria Beltrão
- Capitão Ricardo: Edmilson Barros
- apresentadora de TV: Cláudia Ventura
- repórter: Antônio Fragoso
- socióloga: Ana Paula Bouzas
- mãe idosa: Léa Garcia
- Ministro da Devolução: Wagner Moura
- policial 1: Caio Rodrigo
- policial 2: Marcelo Flores
- garota assaltada: Laura Castro
- moleque: Francisco Pithon
- dona Araci: Suely Franco
- seu Machado: Lázaro Ramos
- seu Nina (vizinho): Pedro Paulo Rangel
- advogado: Filipe Pires
- aeromoça: Evelin Buchegger
- repórter em Angola: Antônio Fragoso
- seleção: Lázaro Ramos
- canções: África, aqui vou eu (Aldri Anunciação e Flávio Bauraqui) Se todos fossem iguais a você (Tom Jobim)
- Dois animais na selva suja da rua (Erasmo Carlos)
- Jah Jah Revolta (Baiana System)

## Premiações

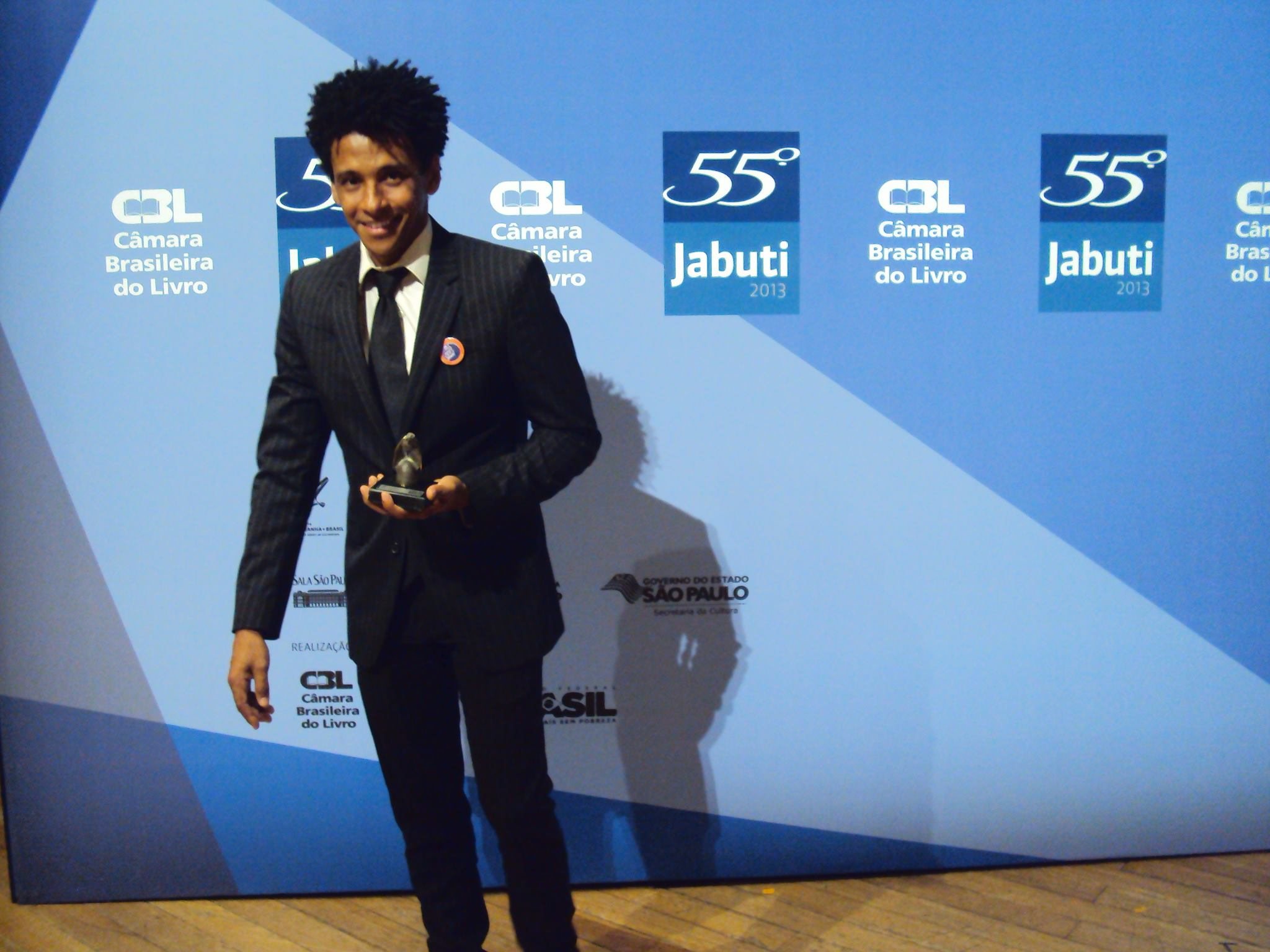
Aldri Anunciação, autor de Namíbia, Não!, vence em primeiro lugar, o Prêmio Jabuti de Literatura na categoria Ficção Juvenil 2013

- Prêmio FAPEX de Teatro 2010 - Melhor Texto[16]
- Prêmio FUNARTE Myriam Muniz 2011
- Prêmio BRASKEM de Melhor Texto 2012 (Bahia)[17]
- Prêmio R7 de Melhor Texto de Teatro de São Paulo 2012
- Prêmio Jabuti de Literatura - Primeiro Lugar Categoria Ficção para Jovens (livro de Aldri Anunciação)[18][19]
- Indicado ao prêmio de Melhor Diretor - Prêmio BRASKEM 2012 (Bahia)
- Indicado ao prêmio de Melhor Espetáculo - Prêmio BRASKEM 2012 (Bahia)
- Indicado ao prêmio de Melhor Ator (Sérgio Menezes) - FITA - Festival de Teatro de Angra dos Reis
- Indicado ao prêmio de Melhor Cenário - FITA - Festival de Teatro de Angra dos Reis

## Participação em festivais
- FITEI - Festival Internacional de Teatro Iberico (Porto - Portugal)[20]
- Festival de Curitiba[21]
- Mostra Festival de Curitiba em São Paulo
- FILTE - Festival Latino-Americano de Teatro da Bahia
- FIAC - Festival Internacional de Artes Cênicas da Bahia
- Festival Aldeia D'Agua de Camaçari - Bahia
- Mostra Nova Dramaturgia da Melanina Acentuada - São Paulo
- Mostra Nova Dramaturgia da Melanina Acentuada - Rio de Janeiro
- Festival Dramaturgias da Melanina Acentuada - Bahia 2016 e 2018[22]
- Festival de Inverno SESC Petrópolis - RJ
- Mostra de Teatro do SESC Pelourinho - Bahia
- Cultura na COPA - MINC - 2014